# Thetispelecaris yurikago
Thetispelecaris yurikago is een kreeftachtigensoort uit de familie van de Hirsutiidae. De wetenschappelijke naam van de soort is voor het eerst geldig gepubliceerd in 2002 door Ohtsuka, Hanamura & Kase.